# Sweet Konkrete
Sweet Konkrete је француска манга (манфра) коју је написао и илустровао Сенчиро. Објављивала се 2022. године, са укупно три тома.
Издавачка кућа Локомотива је 27. јануара 2023. године наговестила да ће преводити Sweet Konkrete на српски језик. Први том изашао је 31. јануара, и вест о томе је испрва објављена на Дарквудовом инстаграм профилу.

## Синопсис
Млада и амбициозна полицајка звана Аса налази тајанствени симбол урезан на пиштољу свог покојног оца. Желећи да нађе одговоре, Аса одлази у опасни гето звани Цитадела. Тамо упознаје најамника и девојчицу, с којима се мора удружити како би дошла до истине.

## Списак томова
| - 1. поглавље: „Увек је сунчано у Азурном Небу” - 2. поглавље: „” - 3. поглавље: „” - 4. поглавље: „” - 5. поглавље: „” - 6. поглавље: „” |

| - 7. поглавље: „” - 8. поглавље: „” - 9. поглавље: „” - 10. поглавље: „” - 11. поглавље: „” - 12. поглавље: „” |

| - 13. поглавље: „Црно и бело” - 14. поглавље: „” - 15. поглавље: „” - 16. поглавље: „” - 17. поглавље: „” - 18. поглавље: „” - 19. поглавље: „” |